# Cascade de Vaipo
La cascade de Vaipo ou cascade d'Ahuii est une chute d’eau située sur l’île de Nuku Hiva, dans l’archipel des Marquises. Du type horsetail, elle mesure 350 m de haut, ce qui fait d’elle la plus haute chute d’eau en Polynésie, la Nouvelle-Zélande et Hawaii exclus. Par sa hauteur, elle est par ailleurs la 202e chute d’eau dans le monde.
La cascade se trouve au fond de la vallée d’Hakaui, qui se trouve entre les deux chaînes de montagne concentrique formant la double caldeira caractéristique du relief de Nuku Hiva. Par cette chute, le torrent, d’un débit d’environ 1 m3/s, descend du plateau basaltique de Tōvi‘i.